# Herpestes
Herpestes es un género de mamíferos carnívoros de la familia Herpestidae formado por varias especies de mangostas como el meloncillo del sur de Europa.El nombre del género proviene del griego antiguo ἑρπηστής (herpēstḗs) que significa "animal que se arrastra".

## Especies
Se reconocen las siguientes especies:
- Herpestes auropunctatus[3]
- Herpestes brachyurus
- Herpestes edwardsii
- Herpestes fuscus
- Herpestes ichneumon
- Herpestes javanicus
- Herpestes naso
- Herpestes semitorquatus
- Herpestes smithii
- Herpestes urva
- Herpestes vitticollis

Se ha propuesto agrupar todas las especies asiáticas en el género Urva y a H. naso en el género Xenogale.